# Jason Jaramillo
Pour les articles homonymes, voir Jaramillo.
Jason Cory Jaramillo, né le 9 octobre 1982 à Racine (Wisconsin) aux États-Unis, est un joueur américain de baseball évoluant en Ligue majeure au poste de receveur. Il est sous contrat chez les Athletics d'Oakland.

## Carrière
Après des études secondaires à la Case High School de Racine (Wisconsin), Jason Jaramillo est drafté en juin 2001 par les Phillies de Philadelphie au 39e tour de sélection. Il repousse l'offre et suit des études supérieures à l'Oklahoma State University à Stillwater (Oklahoma), où il porte les couleurs des Oklahoma State Cowboys de 2002 à 2004.
Il est drafté le 7 juin 2004 par les Phillies de Philadelphie au deuxième tour de sélection. Il perçoit un bonus de 585 000 dollars à la signature de son premier contrat professionnel le 22 juillet 2004.
Jaramillo est membre de l'équipe des États-Unis qui remporte la Coupe du monde en 2007.

### Pirates de Pittsburgh
Encore joueur de Ligues mineures, il est transféré chez les Pirates de Pittsburgh le 25 août 2008 à l'occasion d'un échange contre Ronny Paulino.

#### Saison 2009
Membre de l'effectif actif des Pirates, il est le remplaçant de Ryan Doumit au poste de receveur au début de la saison 2009. Il fait ses débuts en Ligue majeure le 16 avril 2009. Il réussit le jour même son premier coup sûr au plus haut niveau, contre le lanceur Russ Ortiz des Astros de Houston. Le 2 juin, il frappe son premier coup de circuit en carrière, aux dépens de Johan Santana des Mets de New York. Il obtient trois circuits et 26 points produits en 63 parties jouées pour Pittsburgh dans cette première saison.

#### Saison 2010
En 2010, il ne joue que 33 parties des Pirates et frappe dans une faible moyenne au bâton de ,149 avec un seul circuit et six points produits.

#### Saison 2011
En 2011, les Pirates préfèrent partager les tâches au poste de receveur entre Ryan Doumit et Michael McKenry. Jaramillo ne dispute que 23 matchs, au cours desquels il se distingue néanmoins avec une moyenne au bâton de ,326 et six points produits.

### Brewers de Milwaukee
Le 29 mars 2012, Jaramillo, qui est agent libre, rejoint les Brewers de Milwaukee. Il ne joue qu'en ligues mineures dans l'organisation des Brewers.

### Athletics d'Oakland
Libéré par Milwaukee le 14 août 2012, il rejoint les Athletics d'Oakland le 21 août.

## Statistiques
| Saison | Équipe     | G  | AB  | R  | H  | 2B | 3B | HR | RBI | SB | BA   |
| ------ | ---------- | -- | --- | -- | -- | -- | -- | -- | --- | -- | ---- |
| 2009   | Pittsburgh | 63 | 206 | 20 | 52 | 14 | 0  | 3  | 26  | 1  | .252 |
| 2010   | Pittsburgh | 33 | 87  | 2  | 13 | 2  | 0  | 1  | 6   | 0  | .149 |
| Totaux | Totaux     | 96 | 293 | 22 | 65 | 16 | 0  | 4  | 32  | 1  | .222 |

Note : G = Matches joués ; AB = Passages au bâton; R = Points ; H = Coups sûrs ; 2B = Doubles ; 3B = Triples ; 
HR = Coup de circuit ; RBI = Points produits ; SB = Buts volés ; BA = Moyenne au bâton.